# Lundarmenn
Lundarmenn (también Lundarmanna) fue un clan familiar de Islandia cuyo origen se remonta a la Era vikinga y la figura histórica del colono Björn gullberi. Dominaban el goðorð de Borgarfjörður, al oeste de la isla.
Según la saga Sturlunga y Saga Harðar ok Hólmverja, dos de sus más afamados goði fueron Kjallakur Hrolfsson y su hijo Kollur Kjallaksson de Lundi í Reykjardal. El clan estuvo involucrado en la muerte de Jón murtur Snorrason en 1231, cuando uno de sus miembros Óláfr Leggsson, un escaldo aliado de Gissur Þorvaldsson, le asestó un golpe mortal. También aparecen citados en la saga de Egil Skallagrímson.